# UCI America Tour 2008
L'UCI America Tour 2008 fu la quarta edizione dell'UCI America Tour, uno dei cinque circuiti continentali di ciclismo dell'Unione Ciclistica Internazionale. Era composto da trentanove corse che si tennero tra ottobre 2007 e settembre 2008 nelle Americhe.

## Calendario

### Ottobre 2007
| Data | Prova                          | Cat. | Vincitore             | Squadra                 |
| ---- | ------------------------------ | ---- | --------------------- | ----------------------- |
| 7-14 | Vuelta Chihuahua Internacional | 2.2  | Francisco Mancebo     | Fercase-Rota dos Móveis |
| 7-14 | Clásico Ciclistico Banfoandes  | 2.2  | Sergio Henao          | Colombia es Pasión      |
| 20-1 | Vuelta a Guatemala             | 2.2  | Carlos López Gonzalez | Canel's Turbo Mayordomo |

### Novembre 2007
| Data  | Prova                                            | Cat. | Vincitore          | Squadra               |
| ----- | ------------------------------------------------ | ---- | ------------------ | --------------------- |
| 6-11  | Doble Copacabana Grand Prix Fides                | 2.2  | Óscar Soliz Villca | Coordinadora Ebsa     |
| 15-25 | Volta Ciclística Internacional de Santa Catarina | 2.2  | Alex Diniz         | Scott-Marcondes Cesar |
| 17-25 | Vuelta al Ecuador                                | 2.2  | Alex Atapuma       | Indernariño           |

### Dicembre 2007
| Data  | Prova                        | Cat. | Vincitore          | Squadra                |
| ----- | ---------------------------- | ---- | ------------------ | ---------------------- |
| 14-28 | Vuelta Ciclista a Costa Rica | 2.2  | Henry Raabe Mendes | BCR-Pizza Hut-Powerade |

### Gennaio
| Data  | Prova                    | Cat. | Vincitore      | Squadra                   |
| ----- | ------------------------ | ---- | -------------- | ------------------------- |
| 5-18  | Vuelta al Táchira        | 2.2  | Manuel Medina  | Gobernación del Zulia-BOD |
| 6     | Copa América de Ciclismo | 1.2  | Nilceu Santos  | Scott-Marcondes Cesar     |
| 22-27 | Tour de San Luis         | 2.2  | Martín Garrido | Palmeiras Resort-Tavira   |

### Febbraio
| Data  | Prova                          | Cat. | Vincitore         | Squadra         |
| ----- | ------------------------------ | ---- | ----------------- | --------------- |
| 5-17  | Vuelta a Cuba                  | 2.2  | Pedro Pablo Pérez | Cuba            |
| 13-17 | M&M Engineering Tour of Belize | 2.2  | Carlos Oyarzún    | Tecos de la UAG |
| 17-24 | Tour of California             | 2.HC | Levi Leipheimer   | Astana Team     |
| 23-2  | Vuelta Independencia Nacional  | 2.2  | Carlos Ochoa      | Venezuela       |
| 28-9  | Vuelta por un Chile Líder      | 2.2  | Annullata         |                 |

### Marzo
| Data | Prova                                       | Cat. | Vincitore | Squadra |
| ---- | ------------------------------------------- | ---- | --------- | ------- |
| 5-9  | Volta Ciclística Internacional Porto Alegre | 2.2  | Annullata |         |
| 5-16 | Vuelta Ciclista Chiapas                     | 2.2  | Annullata |         |

### Aprile
| Data  | Prova                                        | Cat. | Vincitore         | Squadra                  |
| ----- | -------------------------------------------- | ---- | ----------------- | ------------------------ |
| 3-13  | Vuelta Ciclista de Chile                     | 2.2  | Annullata         |                          |
| 9-13  | Volta Ciclística Internacional de Campos     | 2.2  | Annullata         |                          |
| 13    | U.S. Open Cycling Championships              | 1.1  | Annullata         |                          |
| 19    | Holy Saturday Cross Country Cycling Classic  | 1.2  | Annullata         |                          |
| 20-27 | Tour do Brasil Volta Ciclística de São Paulo | 2.2  | Gregory Panizo    | Clube Dataro de Ciclismo |
| 21-27 | Tour de Georgia                              | 2.HC | Kanstancin Siŭcoŭ | Team High Road           |
| 26-3  | Vuelta a El Salvador                         | 2.2  | Annullata         |                          |
| 28-1  | Clásica Primer de Mayo                       | 2.2  | Annullata         |                          |

### Maggio
| Data  | Prova                                                 | Cat. | Vincitore             | Squadra               |
| ----- | ----------------------------------------------------- | ---- | --------------------- | --------------------- |
| 3     | Clasico Aniversario Federacion Venezolana             | 1.2  | José Aguilar          | Fundadeporte Carabobo |
| 4     | The Crystal City Classic                              | 1.2  | Annullata             |                       |
| 4     | Copa Federacion Venezolana                            | 1.2  | Artur Garcia          | Loteria del Tachira   |
| 4     | U.S. Air Force Cycling Classic                        | 1.2  | Lucas Sebastián Haedo | Colavita              |
| 9     | Campionato panamericano di ciclismo su strada-Crono   | CC   | Svein Tuft            | Canada                |
| 10-25 | Vuelta a Colombia                                     | 2.2  | Giovanny Baez         | UNE-Orbitel           |
| 11    | Campionato panamericano di ciclismo su strada-In lina | CC   | Richard Mascaranas    | Uruguay               |
| 14-18 | Doble Sucre Potosi Grand Prix                         | 2.2  | Byron Guamá           | Equipo Spoli Ecuador  |
| 25    | Tour de Leelanau                                      | 1.2  | Taylor Tolleson       | BMC Racing Team       |

### Giugno
| Data  | Prova                                    | Cat.   | Vincitore          | Squadra                           |
| ----- | ---------------------------------------- | ------ | ------------------ | --------------------------------- |
| 3     | Commerce Bank Lancaster Classic          | 1.1    | Yuri Metlushenko   | Amore & Vita-McDonald's           |
| 5     | Commerce Bank Reading Classic            | 1.1    | Óscar Sevilla      | Rock Racing                       |
| 5-8   | Coupe des Nations Ville de Saguenay      | 2.Ncup | Thomas Vedel Kvist | Danimarca                         |
| 8     | Commerce Bank International Championship | 1.HC   | Matti Breschel     | Team CSC                          |
| 10-15 | Tour de Beauce                           | 2.2    | Svein Tuft         | Symmetrics Cycling Team           |
| 20-22 | Saturn Rochester Twilight Criterium      | 2.2    | Annullata          |                                   |
| 24-29 | Tour of Pennsylvania                     | 2.2    | David Veilleux     | Kelly Benefit Strategies-Medifast |
| 29    | Desafio Internacional de Ciclismo        | 1.2    | Annullata          |                                   |

### Luglio
| Data | Prova                                     | Cat. | Vincitore        | Squadra                 |
| ---- | ----------------------------------------- | ---- | ---------------- | ----------------------- |
| 5-13 | Tour cycliste International de Martinique | 2.2  | Willy Roseau     | Club Martinique         |
| 9    | Prova Ciclistica 9 de Julho               | 1.2  | Michel Fernández |                         |
| 20   | Clasico Ciudad de Caracas                 | 1.2  | Gil Cordoves     | Alcaldía de Cabimas BOD |

### Agosto
| Data  | Prova                                   | Cat. | Vincitore        | Squadra                          |
| ----- | --------------------------------------- | ---- | ---------------- | -------------------------------- |
| 1-10  | Tour de la Guadeloupe                   | 2.2  | José Flober Peña | Union Cycliste Capesterrienne    |
| 3     | The Welland Race                        | 1.2  | Annullata        |                                  |
| 8-10  | Rochester Omnium                        | 2.2  | Dominique Rollin | Toyota-United                    |
| 10    | Classique Montréal-Québec Louis Garneau | 1.2  | Arnaud Papillon  | Volkswagen                       |
| 22-24 | The Colorado Stage Race                 | 2.2  | Annullata        |                                  |
| 25-7  | Vuelta a Venezuela                      | 2.2  | Carlos Ochoa     | Serramenti Diquigiovanni-Androni |

### Settembre
| Data  | Prova              | Cat. | Vincitore             | Squadra              |
| ----- | ------------------ | ---- | --------------------- | -------------------- |
| 6     | Univest Grand Prix | 1.2  | Lucas Euser           | Team Garmin-Chipotle |
| 6-7   | Vuelta Jalisco     | 2.2  | Annullata             |                      |
| 8-14  | Tour of Missouri   | 2.1  | Christian Vande Velde | Team Garmin-Chipotle |
| 13-20 | Vuelta Mexico      | 2.2  | Glen Chadwick         | Team Type 1          |

## Classifiche
Aggiornate al 17 ottobre 2007.
| Pos. | Corridore             | Squadra       | Punti |
| ---- | --------------------- | ------------- | ----- |
| 1    | Manuel Medina         |               | 232   |
| 2    | Svein Tuft            | Symmetrics    | 219   |
| 3    | Christian Vande Velde | Garmin        | 211   |
| 4    | Carlos Ochoa          | Diquigiovanni | 198   |
| 5    | Pedro Pablo Pérez     |               | 180   |
| 6    | Henry Raabe Mendes    |               | 162   |
| 7    | Gil Cordoves          |               | 153   |
| 8    | Artur Garcia          |               | 146   |
| 9    | Óscar Sevilla         | Rock Racing   | 131   |
| 10   | Byron Guama           | Canel's Turbo | 128   |

| Pos. | Squadra                          | Punti  |
| ---- | -------------------------------- | ------ |
| 1    | Team Garmin-Chipotle             | 677    |
| 2    | Symmetrics Cycling Team          | 531,66 |
| 3    | Tecos de la UAG                  | 379,75 |
| 4    | Rock Racing                      | 349    |
| 5    | Canel's Turbo Mayordomo          | 343    |
| 6    | Serramenti Diquigiovanni-Androni | 293    |
| 7    | Colombia Es Pasion               | 263    |
| 8    | Kelly Benefit Strategies         | 230    |
| 9    | Toyota-United                    | 229,5  |
| 10   | Scott-Marcondes Cesar            | 206    |

| Pos. | Nazione     | Punti    |
| ---- | ----------- | -------- |
| 1    | Stati Uniti | 1 299,36 |
| 2    | Venezuela   | 1 113    |
| 3    | Argentina   | 948,6    |
| 4    | Colombia    | 883,4    |
| 5    | Canada      | 963,16   |
| 6    | Cuba        | 667      |
| 7    | Messico     | 594      |
| 8    | Costa Rica  | 379      |
| 9    | Brasile     | 298      |
| 10   | Ecuador     | 294      |